# جيف مارتن
جيف مارتن (بالإنجليزية: Geoff Martin)‏ (9 مارس 1940 في المملكة المتحدة - ) هو لاعب كرة قدم بريطاني في مركز جناح ‏. لعب مع غريمسبي تاون وليدز يونايتد ونادي تشيسترفيلد ونادي كارلايل يونايتد ونادي ووركينغتون ودارلينجتون إف سى.

## وصلات خارجية
- جيف مارتن على موقع قاعدة بيانات كرة القدم.إي يو (الإنجليزية)